# モンティ・パイソン・アンド・ホーリー・グレイル
『モンティ・パイソン・アンド・ホーリー・グレイル』（英: Monty Python and the Holy Grail）は、1975年に公開されたモンティ・パイソンによる低予算で作られたコメディ映画。イギリスのアーサー王伝説をもとにしたパロディ作品である。

## 作品概要
後述するような事情でこの映画は制作費がとても少なく（229,575ポンド）、城のセットに本物の城跡（ドゥーン城やストーカー城など）を使用したり、実写の代わりにアニメを用いたり、役者やセット、更に城跡も細かくカット割りして何度も使い回したりしている。
モンティ・パイソンのメンバーの1人であるテリー・ジョーンズは中世の歴史学研究家であり、コメディ映画にもかかわらず、装飾性を排した騎士たちの衣装はアーサー王伝説を扱った映画の中で最も時代考証が正しい映画とも言われている。なおジョーンズは「アーサー王は10世紀頃の人物ということになっているけれど、『アーサー王物語』が成立したのは14世紀頃のため、その時代の服装を採用した」と語っている。
予想以上のヒットとなってメンバーは胸をなで下ろした、この作品の直後に公開されたまじめなアーサー王映画の上映で爆笑が起きた、などの逸話がある。
2005年には、エリック・アイドルが本作を元にコメディ・ミュージカル『スパマロット』を作り、トニー賞を受賞した。

## あらすじ

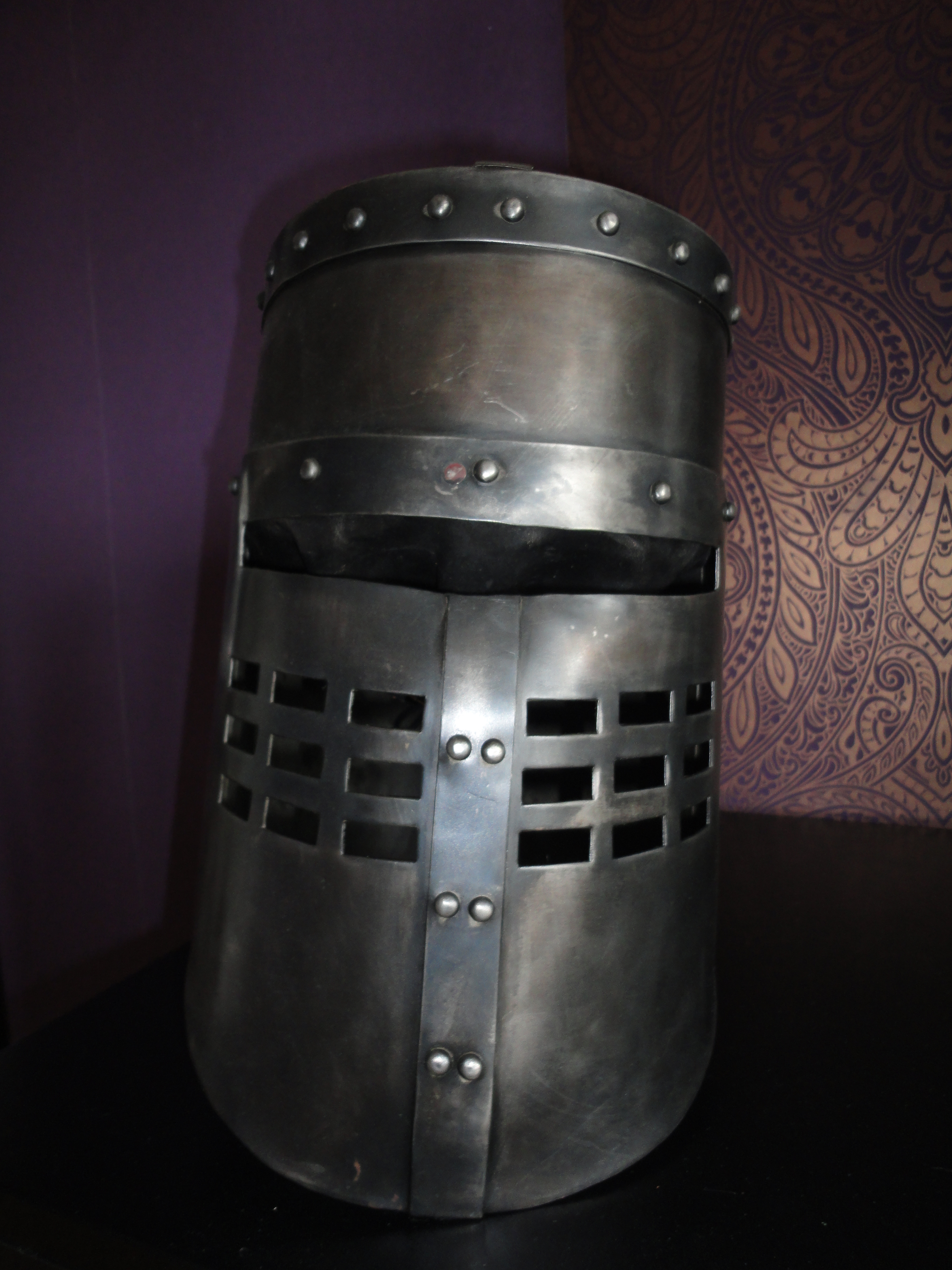
黒騎士のヘルメット。

932年のイングランド、アーサー王（グレアム・チャップマン）と従者パッツィー（テリー・ギリアム）は旅を続けていた。最初に訪れた城でココナッツの議論に振り回された後、疫病に苦しむ村や、やたらと政治を批判する農民、腕や足を切られても「痛くない」と言い張る黒騎士などに出会う。その後、魔女の正体を見抜いたベディヴィア卿（テリー・ジョーンズ）の腕を認め、円卓の騎士にする。それから、ガラハッド卿（マイケル・ペイリン）、ランスロット卿（ジョン・クリーズ）、ロビン卿（エリック・アイドル）などがアーサー王に忠誠を誓い、円卓の騎士が揃う。
キャメロット城はあまりにバカらしく立ち寄らなかったが、彼らは神の命を受けて聖杯を探すことになる。ところが最初に出会ったフランス人の城からは侮辱の言葉を浴びせられ、「トロイの木馬」を真似た木ウサギの作戦も失敗する。そこでいきなり現代の映像が入り、歴史学者がアーサー王について語るが、突然騎士に切り殺される。
手分けをして聖杯を探すことにしたアーサー王一行。ロビン卿は、三頭の騎士に出会うが、すぐに逃げた。ガラハッド卿は、若い美女（キャロル・クリーヴランド等）ばかりが暮らす「アンスラックス城」（英: The Castle Anthrax、炭疽症城の意味）で誘惑を受けた。ランスロット卿は、無理やり結婚させられる王子のSOSの手紙を女性のものと勘違いし、城に飛び込んで大殺戮を行った。アーサー王とベディヴィア卿は聖杯のありかの手掛かりをつかむが、森の中で「ニッ」の騎士に出会い、盆栽を持ってくるように命令される。盆栽を持って行った後も無茶な命令をされるが、「it」という言葉が弱点の「ニッ」の騎士を「it」だらけの会話で撃退した。
合流したアーサー王一行は、妖術師ティムに会う。ティムと共に聖杯の手掛かりのある「カルバノグの洞窟」へ行くが、洞窟の入り口を護る白ウサギが実は凶暴な殺人ウサギで、何人もの騎士が命を落とす。「聖なる手榴弾」でどうにか殺人ウサギを撃退し、洞窟の中に入ると、壁に「聖杯が置かれている城の名前はアアアア」と書かれているのを発見する。その直後に伝説の野獣アーッが出現し襲われるが、アニメ作家（ギリアム、本人役）が心臓発作に倒れてアニメの怪獣も消えた。アーサー王たちは、最後の試練である「死の橋」へ向かう。番人の老人が出す3つの問いに答えないと渡れない橋で、ランスロット卿は渡った（直後に警察官に逮捕される）が、ロビン卿とガラハッド卿は地獄の谷に落ちて死ぬ。
アーサー王の機転で老人を倒し、橋を渡ることができたアーサー王とベディヴィア卿は、ついに聖杯のある「アアアアの城」にたどり着く。ところが、そこには前に出会ったフランス兵がいた。またも侮辱を受けたアーサー王は、聖杯を奪還するため兵を集め城に突撃しようとするが、突然パトカーで現れた警察官によって一行は歴史学者の殺人容疑で逮捕されてしまう。そのシーンを撮影されていることに気付いた警察官はカメラに対して攻撃を加え、アーサー王たちがどうなったか分からないまま映像は途切れて幕を閉じる。

## 制作の背景

### 台本の作成
『モンティ・パイソン・アンド・ナウ』を制作したパイソンズだったが、単なるスケッチの寄せ集めであるその作品には満足していなかった。次に書き始めた台本のテーマは「アーサー王と円卓の騎士」であった。もともと最初の台本では時代設定は中世と現代の2つにまたがっており、アーサー王はロンドンの高級デパートハロッズで聖杯を見つけるというストーリーだったが、オックスフォード大学で共に歴史学を学んでいたジョーンズとペイリンの希望で初めから終わりまですべて中世の話に書き直された。その中には、低予算を逆手にとった秀逸なギャグ、「馬の足音の代わりに2つに割ったココナッツを打ち鳴らし、馬に乗っているかのようなパントマイムをする」ものや、衛兵とのツバメを巡る不毛な議論、王に対して口答えをする民衆のスケッチなどが含まれていた。
『空飛ぶモンティ・パイソン』でカルト的な成功をおさめていたパイソンズであったが、映画会社からの資金の援助はほとんどなく、映画製作の予算はパイソン・ファンであるピンク・フロイドやレッド・ツェッペリンなどの音楽業界の事務所からかき集められた。

### 多難な撮影

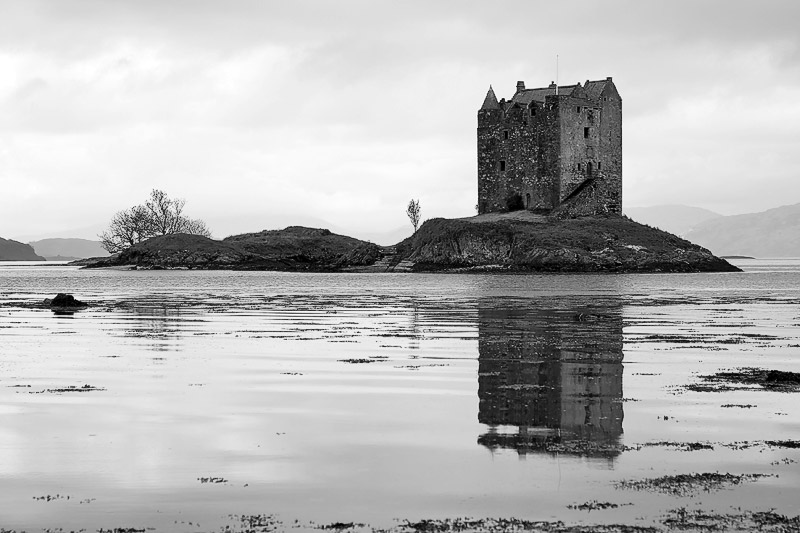
「アアアアの城」ことストーカー城。個人の住宅のため、中で撮影はしていない。

監督はパイソンズの中で最も演出、編集に興味を持っていたテリー・ジョーンズとテリー・ギリアムの2人の共同監督に決定した。しかし、コメディーとしての役者の演技に重点をおくジョーンズと、画面のビジュアル的要素に重点をおくギリアムとでは、意見がぶつかり合うこともしばしばであった。演出は2人の交代制であったが、お互いのカメラ位置をいちいち直しあったりするため、現場では口論が絶えなかったという。また、他の役者たちと監督の間の空気も険悪なものであった。
『ホーリー・グレイル』は、5週間という短期間で撮らなければならなかった。2人の監督とプロデューサー陣は、撮影に使う城を吟味するためスコットランドでロケハンをした。その後、スターリングにあるドゥーン城を保有するマリ伯爵から撮影許可を取ったほか、ナショナル・トラスト・フォー・スコットランドから、映画をスコットランドの複数の城で撮影する許可を得る。ところが撮影の直前になって、ナショナル・トラストからの撮影許可が取り消されてしまう。プロデューサーたちには新しいロケ地を探す時間が無かったため、代わりに狭いアングルでドゥーン城のさまざまな箇所を撮影し、作品に登場する複数の架空の城の部分として見せることを考えた。このため多数のシーンがドゥーン城で撮影されている。映画終わりに登場する「アアアアの城」（英: "Castle Aaaaarrrrrrggghhh"）のシーンはアーガイルにある個人所有の城・ストーカー城で行われた。また、ウェールズにあるキッドウェリー城も一瞬登場している。
撮影初日の峡谷を歩くシーンでは、登山家のはずのグレアム・チャップマンが震えて歩けなくなるという事態が起こった。原因は当時彼が患っていたアルコール依存症にあり、その影響でセリフを忘れることも多かった。また、撮影初日にはカメラも故障、映像と音声が合わないインサート・カット専用のカメラで撮影された。予算が少ないため、照明の量が十分ではなく、一部のシーンではたいまつを照明代わりにして撮影している。
パイソンズは何度も試写会をし、その都度修正を入れて観客の手ごたえを見た。パイソンズはプリントをアメリカに持ち込み、映画会社と契約、ニューヨークを中心に大ヒットをとばした。その後イギリス、その他各国でも上映され、大きな収益を出した。

#### ドゥーン城で撮影されたシーン
ドゥーン城で撮影されたシーンには次が含まれる。
- 映画の始まり、アーサー王（グレアム・チャップマン）と従者のパッツィ（テリー・ギリアム）は、実際のドゥーン城の東壁へ近付き、番兵たちに申し付けを行う。
- キャメロット城内で歌い踊る "Knights of the Round Table"（訳：円卓の騎士）のシーンは、城の大広間で撮影された[1]。
- ジョン・クリーズ演じるフランス兵がアーサー王一行を罵るシーンは、城の前に壁を建てて撮影されている[1]。
- 純潔のガラハッド卿（ペイリン）が女たちに唆される「アンスラックス城」は、料理の陳列部屋や台所で撮影された[1]。
- ランスロット卿（クリーズ）が結婚式を台無しにするシーンは、中庭と大広間で撮影された[1]。
- トロイの木ウサギのシーンは、城の入り口と中庭で撮影されている[1]。

## スタッフ・キャスト
- 監督：テリー・ギリアム、テリー・ジョーンズ
- プロデューサー：ジョン・ゴールドストーン、マーク・フォーステイター、マイケル・ホワイト
- 脚本及び主演、日本語吹替え：
  - グレアム・チャップマン：山田康雄、コロムビア・トップ（神の声のみ）
    - アーサー王、神、しゃっくりをする衛兵、三頭騎士の中央

  - ジョン・クリーズ：納谷悟朗
    - ランスロット卿、冒頭の城の兵士2、疫病の村の男、黒騎士（英語版）、魔女の場面の村人3、野次を飛ばすフランス兵、魔法使いティム

  - エリック・アイドル：広川太一郎
    - ロビン卿、死体収集人、魔女の場面の村人1、沼城の混乱した衛兵、従者コンコード、植え込みロジャー、メイナード師

  - テリー・ギリアム：古川登志夫
    - 従者パッツィー（英語版）、シーン24の老人（死の橋の番人）、緑の騎士、ボールス卿（ウサギに最初に殺される騎士）、心臓の弱いアニメ作家（本人役）、ゴリラの手

  - テリー・ジョーンズ：飯塚昭三
    - ベディヴィア卿、デニスの母、三頭騎士の左、ハーバート王子、フランス兵の一人、アニメに登場する作家の声

  - マイケル・ペイリン：青野武、北村弘一（「ニッ」の騎士のみ）、藤村俊二（ナレーターのみ）
    - ガラハッド卿、冒頭の城の兵士1、デニス、魔女の場面の村人2、三頭騎士の右、沼城の王、沼城の客、修道士、「ニッ」の騎士（英語版）、ナレーター、フランス兵の一人、疫病の村の泥を食べる男
- その他
  - ニール・イネス（ロビン卿の吟遊詩人、修道士の長、木ウサギにつぶされる従者、村人4）：田中秀幸
  - キャロル・クリーヴランド（ズート、ディンゴ）：白石冬美
  - ジョン・ヤング（死んでない死人、歴史学者）：北村弘一
  - コニー・ブース（魔女）：白石冬美
  - ビー・ダッフル（老婦人）
  - リタ・デイビス（歴史学者の妻）：鈴木れい子
  - 吹替版その他声の出演：肝付兼太、納谷六朗、和田啓、加藤修、広瀬正志、安田あきえ、稲葉加代子、武見京子、高坂泉、秋山和子、津江眞澄美
- 日本語吹き替え制作スタッフ
  - 演出・脚色：高桑慎一郎
  - 翻訳：大野隆一
  - 調整：中里勝範
  - 効果：藤田信夫
  - 選曲：水谷忠信
  - スタジオ：プロセンスタジオ
  - 担当：堀邦司郎／三枝進
  - 配給：テレキャスジャパン
  - 制作：プロセンスタジオ

## 日本版DVD
2枚組のDVDがユニバーサルより2002年3月21日に発売されている。山田康雄らによる日本語吹き替えも収録されている。さらにその日本語台本を元にした直訳英語字幕が世界共通で収録されている。字幕は、日本語と英語の他にはフランス語とスペイン語、更には進行台本字幕と、「本作が嫌いな人用」と称してウィリアム・シェイクスピアの『ヘンリー四世：第二部』の英語字幕が流れるバージョンがある（全く無関係な作品だが、稀に本編とシンクロする箇所があり、また格調高い字幕とコメディの台詞のギャップが笑いを誘うようになっている）。
かつてレーザーディスクで発売された当時に、既に物故していたチャップマンを除くメンバー全員の映画にまつわるコメンタリー音声が収録されたが、DVD化に際してはこれに加えて「世界共通特典」が大量に盛り込まれた（盛り込みすぎで発売が半年以上遅れたというエピソードまである）。
特典ページのメニューは、ギリアムがストックから新しいアニメーションを作成して提供している。内容もジョーンズとペイリンが撮影地巡りをしながら当時の思い出話を語ったりする50分ものコーナー、当時のポスターや予告編、メイキングドキュメント等々に加え、ペイリンが劇中のネタを元にした新作スケッチを披露したりという熱の入れぶりである。
2004年には新規特典を追加した再発DVDが発売され、日本版は2008年ソニー・ピクチャーズ・エンタテインメントより発売された。初版DVDにあったオリジナルのモノラル音声が除かれ、日本語吹き替えの一部が欠落している。なお、このDVDでのナレーションが、広川太一郎の最後の仕事となった。
2012年にはBlu-ray Discが発売された。これには、DVD版の特典に加え、未収録アニメーション集（ギリアムの解説付き）、未公開シーン及びNGシーン（ジョーンズの解説付き）、iPad限定特典として「The Holy Book of Daysセカンド・スクリーン」が新規に収録される。

## ゲーム
発売：1996年 / 制作：7th Level / 日本語版発売：ポニーキャニオン
CDのレーベルにBEST CD-ROM GAME of 932 A.D.?の記載がある。日本語版はチャップマン役は没した山田康雄から安原義人が引継ぎ、それ以外のメンバーはオリジナル声優陣が参加した。また野沢那智がナレーターを務めた。